# 徐云丽
徐雲麗（XU Yunli，1987年8月2日—），福建福清人，前中國女子排球運動員，身高1米96，司職副攻位置，後來攔網技術日漸成熟，曾被譽為“南長城”。

## 運動生涯
徐云丽有著中国女排的第四高度（僅次於袁心玥，赵蕊蕊,朱婷），在2006和07年，赵蕊蕊及张萍受伤病困扰时，頂替隊中主力副攻手之位。她身材壮实，进攻力量大，定点拦网點亦高；但由于速度较慢，快攻明显跟不上全队的节奏，容易被对手双人拦网限制。这令她在赵蕊蕊伤愈复出及薛明冒起後，漸漸失去主力位置，教練通常仅以她作为周苏红的替补，短暫上场作前排拦网；比赛中无表现机会使她一度成为中国女排的「边缘人」。
从09-12年这一奥运周期来看，薛明和马蕴雯由于伤病实力渐渐下滑，而徐云丽的技术，尤其是其拦网技术日渐成熟，现在已经成为中国女排的主力副攻。其点高力量大，发球也有一定特点，拦网对阵欧美球队时可发挥较大威力。
徐雲麗已入選國家隊十年，是現時國家隊的老將，並且是副攻线上資歷最深的球員，已與中國女排參加了三次奧運會。
2016年奥林匹克运动会她以老將身份入選，發揮穩定，成為全隊的第二得分手，僅次於朱婷，最後與隊伍夺得金牌。奧運會後正式退役。

## 主要成績

### 國家隊
- 2006年：多哈亞運會金牌
- 2007年：亞洲女子排球錦標賽亞軍
- 2008年：北京奧運會銅牌
- 2009年：亞洲女子排球錦標賽亞軍
- 2010年：廣州亞運會金牌
- 2011年：亞洲女子排球錦標賽冠軍
- 2011年：世界杯排球赛季軍
- 2012年：倫敦奧運會第五名
- 2014年：世界女子排球錦標賽亞軍
- 2016年：里约热内卢奧運會金牌

## 個人榮譽
- 2013年亞洲女子排球錦標賽：最佳攔網
- 2013年亞洲女子排球俱樂部錦標賽：最有價值球員（MVP）、最佳攔網